# Monti Maloti
I monti Maloti sono una catena montuosa situata sugli altipiani del Lesotho. Si estendono per circa 100 km all'interno dello Stato libero, una delle province del Sudafrica. I Maloti fanno parte del sistema dei monti dei Draghi, che comprende catene montuose in diverse aree del Sudafrica. "Maloti" è il plurale di loti, la valuta del Regno del Lesotho. La catena montuosa costituisce il confine tra il distretto di Butha-Buthe nel Lesotho e lo Stato libero nel Sudafrica.

## Geografia

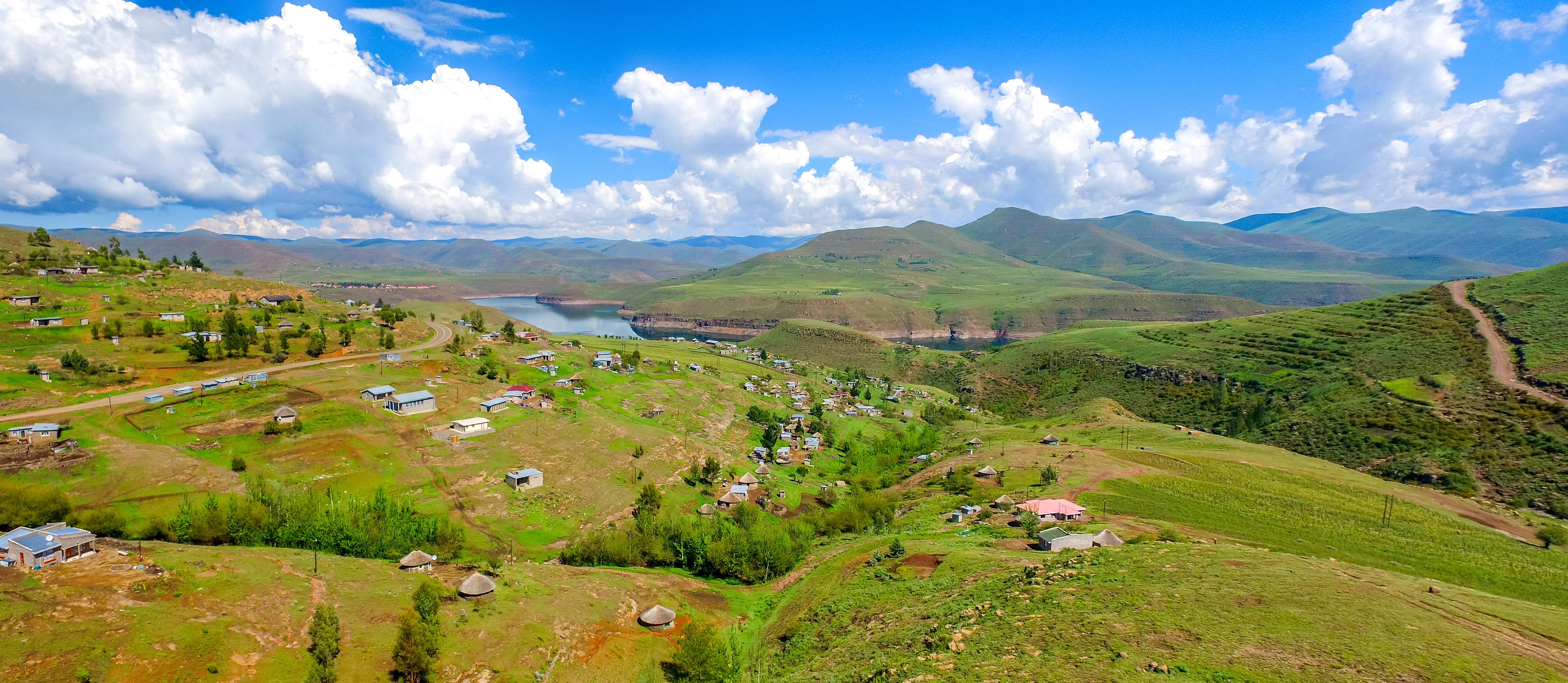
Vista aerea di un villaggio situato sui monti Maloti

La catena costituisce un basalto alpino con altezze fino a 3 400 metri. Si trova tra il distretto di Butha-Buthe e lo Stato libero in Sudafrica. La cima più alta, situata a 3 482 metri, è Thabana Ntlenyana, situata nella parte nord-orientale della catena, e costituisce il punto più elevato dell'Africa meridionale, e il punto più alto dell'Africa a sud del Kilimangiaro. La montagna più alta dello Stato libero, il Thabana Ntlenyana, con i suoi 3 291 metri di altezza, fa parte dei monti Maloti. I monti costituiscono una zona continua di picchi arrotondati, con strette valli ai loro fianchi che alimentano il fiume Senqu, conosciuto come fiume Orange in Sudafrica. La neve e il ghiaccio si possono trovare anche in estate sulle cime più elevate.
La bioregione è costituita da arenaria e shale, sovrapposta a basalto. Il terreno sconnesso dei monti li rende meno accessibili ai visitatori ed ha impedito qualsiasi sfruttamento intensivo delle risorse minerarie. La topografia differisce tra le due nazioni: nel Lesotho la catena montuosa costituisce un paesaggio continuo di montagne più dolci, con strette valli, mentre nel Sudafrica le pareti di basalto a strapiombo si riducono a colline di arenaria. Questa parte è attraversata da fiumi che scorrono verso est.